# Ospedale di Cala Reale
L'ospedale di Cala Reale è un edificio storico dell'isola dell'Asinara nella municipalità di Porto Torres.

## Storia
Edificato nel 1889, l’ospedale era dotato di 30 posti letto, una sala operatoria, un forno crematorio, un laboratorio batteriologico ed una farmacia.

## L'edificio
Sviluppato in un solo piano con la facciata principale rivolta verso il mare e quella posteriore rivolta verso la strada principale, l'ingresso principale è caratterizzato da un porticato sorretto da 8 pilastri in ghisa.